# Satalice
Satalice – część Pragi. W 2006 zamieszkiwało ją 2 023 mieszkańców.